# Пиратска дискографија групе Deep Purple
Следи списак пиратска издања (енгл. bootleg) групе Дип перпл.
- , Концерт у Риму, 24. септембар 1993, (2CD)
- , Концерт у Форлиу, Италија, 25. септембар 1993, (2CD)
- , Концерт у Милану, 26. септембар 1993, (1CD)
- , Концерт у Милану, 26. септембар 1993, (2CD)
- , Концерт у Торину, 27. септембар 1993, (2CD)
- , Концерт у Филаху, Градска хала, 29. септембар 1993, Аустрија (2CD)
- , 01. Oct. 1993, Концерт у спортској хали у Шверину, Немачка, 01. октобар 1993, (2CD)
- , Концерт у Килу, Немачка, 02.10.1993, у хали Ostseehalle (2CD)
- , Концерт у Килу, Немачка, 02.10.1993, у хали Ostseehalle (2CD)
- , Концерт у Франкфурту, Немачка, 03.10.1993, (2CD)
- , Концерт у Есену, Немачка, 04.10.1993, (2CD)
- , Концерт у Олденбургу, Немачка, 06.10.1993, (2CD)
- , Концерт у Берлину, Немачка, 07.10.1993, (3CD)
- , Концерт у Берлину, Немачка, 07.10.1993, (2CD)
- , Концерт у Хамбургу, Немачка, 08.10.1993, (2CD)
- , Концерт у Келну, Немачка, 10.10.1993, (2CD)
- , Концерт у Мемингему, Немачка, 11.10.1993, (1CD)
- , Концерт у Нирнбергу, Немачка, 13.10.1993, (2CD)
- , Концерт у Минхену, Немачка, 14.10.1993, (2CD)
- , Концерт у Манхајму, Немачка, 15.10.1993, (2CD)
- , Концерт у Манхајму, Немачка, 15.10.1993, (2CD)
- , Концерт у Штудгарту, Немачка, 16.10.1993, (2CD)
- , Концерт у Нансију, Француска, 18.10.1993, (2CD)
- , Концерт у Нансију, Француска, 18.10.1993, (2CD)
- , Концерт у Бечу, Аустрија, 27.10.1993, (2CD)
- , Концерт у Велсу, 29.10.1993, (2CD)
- , Концерт у Прагу, Чешка република, 30.10.1993, (2CD)
- , Концерт у Катовиоцама, Zabrze Sport Hall, Пољска, 31.10.1993, (2CD)
- , Концерт у Бриселу, Белгија, 02.11.1993, (2CD)
- , Концерт у Ротердаму, Холандија, 03.11.1993, (2CD)
- , Концерт у Ротердаму, Холандија, 03.11.1993, (2CD)
- , Концерт у Манчестеру, Уједињено Краљевство, 05.11.1993, (2CD)
- , Концерт у Лондону, Уједињено Краљевство, 07.11.1993, (2CD)
- , Концерт у Лондону, Уједињено Краљевство, 08.11.1993, (2CD)
- , Концерт у Бирмингему, Уједињено Краљевство, 09.11.1993, (1CD)
- , Концерт у Бирмингему, Уједињено Краљевство, 09.11.1993, (2CD)
- , Концерти Копенхаген и Стокхолм, 12-13. новембар 1993, (2CD)
- , Концерти Осло и Хелсинки, 15 и 17. новембар 1993, (2CD)
- , Концерти Осло и Хелсинки, 15 и 17. новембар 1993, (2CD)
- , Концерт у Хелсинкију, Финска, 17. новембар 1993, (2CD)

- , 2000, (1CD)
- , Концерт у Осаки, 4. јануар 2000, (1CD)
- , Уживо ZDF TV, 3. фебруар 2000, (1CD)
- , Концерт у Токију, 25. март 2000, (2CD)
- , Концерт у Токију, 26. март 2000, (2CD)
- , Концерт у Јокохами, 28. март 2000, (2CD)
- , Концерт у Нагоји, 30. март 2000, (2CD)
- , Концерт у Нагоји, 30. март 2000, (2CD)
- , Концерт у Осаки, 31. март 2000, (2CD)
- , Концерт у Осаки, 1. април 2000, (2CD)
- , Концерт у Сеулу, 2. април 2000, (1CD)
- , Концерт у Хелсинкију, 6. април 2000, (2CD)
- , Концерт у Хелсинкију, 6. април 2000, (1CD)
- , Концерт у Хелсинкију, 6. април 2000, и интервју за МТВ (2CD)
- , Концерт у Хелсинкију, 6. април 2000, (2CD)
- , Концерт у Хелсинкију, 6. април 2000, (2CD)
- , Концерт у Ст. Петерсбургу, 7. април 2000, (2CD)
- , Концерт у Ст. Петерсбургу, 7. април 2000, (2CD)
- , Концерт у Москви, 9. април 2000, (2CD)
- , Концерт у Солуну, 12. април 2000, (2CD)
- , Концерт у Атини, 13. април 2000, (2CD)
- , Концерт у Гринденвалду, Швајцарска, 15. април 2000, (2CD)
- , Концерт у Гринденвалду, Швајцарска, 15. април 2000, (1CD)
- , Концерт у Гринденвалду, Швајцарска, 15. април 2000, (2CD)
- , Радио шоу, Њујорк, 3. мај 2000, (1CD)
- , Радио шоу, Њујорк, 3. мај 2000, (1CD)
- , Радио шоу, Њујорк, 3. мај 2000, (1CD)
- , Радио шоу, Њујорк, 3. мај 2000, (1CD)
- , Montraux, џез фестивал, 22. јул 2000, (2CD)
- , Montraux, џез фестивал, 22. јул 2000, (2CD)
- , Montraux, џез фестивал, 22. јул 2000, (2CD)
- , Концерт у Буеносајресу, 1. септембар 2000, (2CD)
- , Концерт у Буеносајресу, 1. септембар 2000, (2CD)
- , Концерт у Буеносајресу, 2. септембар 2000, (2CD)
- , Концерт у Сао Паолу, 5. и 6. септембар 2000, (1CD)
- , Концерт у Сао Паолу, 9. септембар 2000, (1CD)
- , Концерт у Луксембургу, 13. септембар 2000, (2CD)
- , Концерт у Мексику, 14. септембар 2000, (2CD)
- , Концерт у Мексику, 14. септембар 2000, (2CD)
- , Концерт у Антверпену, 30. септембар 2000, (2CD)
- , Концерт у Хамбургу, 1. октобар 2000, (2CD)
- , Концерт у Хамбургу, 1. октобар 2000, (3CD)
- , Концерт у Норвешкој, 4. октобар 2000, (2CD)
- , Концерт у Норвешкој, 4. октобар 2000, (2CD)
- , Концерт 5. октобар 2000, (2CD)
- , Концерт у Гетеборгу, 6. октобар 2000, (2CD)
- , Концерт у Стокхолм, 7. октобар 2000, (2CD)
- , Концерт у Берлину, 9. октобар 2000, (3CD)
- , Концерт у Прагу, 10. октобар 2000, (3CD)
- , Концерт у Прагу, 10. октобар 2000, (3CD)
- , Концерт у Цвикау, 11. октобар 2000, (2CD)
- , Концерт у Цвикау, 11. октобар 2000, (2CD)
- , Концерт Strassbourg, 14. октобар 2000, (2CD)
- , Концерт у Фракфурту, 15. октобар 2000, (2CD)
- , Концерт у Фракфурту, 15. октобар 2000, (2CD)
- , Концерт у Штудгарту, 17. октобар 2000, (1CD)
- , Концерт у Штудгарту, 17. октобар 2000, (1CD)
- , Концерт у Штудгарту, 17. октобар 2000, (1CD)
- , Концерт у Штудгарту, 17. октобар 2000, (3CD)
- , Концерт у Цириху, 18. октобар 2000, (3CD)
- , Концерт у Мадриду, 20. октобар 2000, (2CD)
- , Концерт Murcia, Шпанија, 21. октобар 2000, (2CD)
- , Концерт у Милану, 23. октобар 2000, (3CD)
- , Концерт у Паризу, 25. октобар 2000, (3CD)
- , Концерт у Паризу, 25. октобар 2000, (3CD)
- , Концерт у Бечу, 27. октобар 2000, (3CD)
- , Концерт у Дортмунду, 29. октобар 2000, (3CD)
- , Концерт у Дортмунду и, 29. октобар 2000 и Франкфурту 15.09.2000, (3CD)
- , Концерт у Ротердаму, 30. октобар 2000, (2CD)
- , Концерт у Минхену, 31. октобар 2000, (3CD)
- , Концерт у Минхену, 31. октобар 2000, (3CD)
- , Концерт у Катовицама, 3. новембар 2000, (2CD)
- , Концерт у Катовицама, 3. новембар 2000, (2CD)
- , Концерт у Катовицама, 3. новембар 2000, (2CD)
- , Концерт у Минску, 5. новембар 2000, (2CD)
- , Концерт у Мелбурну, 3. март 2001, (1CD)
- , Концерт у Сиднеју, 10. март 2001, (2CD)
- , Концерт у Сиднеју, 13. март 2001, (2CD)
- , Концерт у Њукастлу, 14. март 2001, (2CD)
- , Концерт у Бризбејну, 15. март 2001, (2CD)
- , Концерт у Хонг Конгу, 20. март 2001, (2CD)
- , Концерт у Бризбејну, 29. март 2001, (2CD)
- , Концерт у Модени, 29. мај 2001, (2CD)
- , Концерт Tinley, 2. јуни 2001, (1CD)
- , Концерт Флорида, 5. јуни 2001, (2CD)
- , Концерт Флорида, 5. јуни 2001, (2CD)
- , Концерт Канзас, 8. јуни 2001, (1CD)
- , Концерт у Минеаполису, 10. јуни 2001, (1CD)
- , Концерт у Минеаполису, 10. јуни 2001, (1CD)
- , Концерт, 12. јуни 2001, (1CD)
- , Концерт, 12. јуни 2001, (2CD)
- , Концерт, 14. јуни 2001, (1CD)
- , Концерт у Њуџерсију, 15. јуни 2001, (1CD)
- , Концерт, 16. јуни 2001, (1CD)
- , Концерт у Саратоги, 17. јуни 2001, (1CD)
- , Концерт у Саратоги, 19. јуни 2001, (1CD)
- , Концерт у Охају, 20. јуни 2001, (1CD)
- , Концерт у Хартворду, 23. јуни 2001, (1CD)
- , Концерт, 24. јуни 2001, (1CD)
- , Концерт, 30. јуни 2001, (1CD)
- , Концерт, 3. јули 2001, (1CD)
- , Концерт, 3. јули 2001, (1CD)
- , Концерт у Даласу, 6. јули 2001, (1CD)
- , Концерт, 8. јули 2001, (1CD)
- , Концерт, 9. август 2001, (2CD)
- , Концерт, 9. август 2001, (2CD)
- , Концерт, 10. август 2001, (1CD)
- , Концерт, 10. август 2001, (2CD)
- , Концерт, 11. август 2001, (2CD)
- , Концерт, 11. август 2001, (2CD)
- , Концерт, 12. август 2001, (2CD)
- , Концерт, 12. август 2001, (2CD)
- , Концерт у Дрездену, 15. август 2001, (2CD)
- , Концерт у Дрездену, 15. август 2001, (2CD)
- , Концерт у Дрездену, 15. август 2001, (2CD)
- , Концерт у Дрездену, 15. август 2001, (2CD)
- , Концерт, 17. август 2001, (2CD)
- , Концерт, 17. август 2001, (2CD)
- , Концерт, 18. август 2001, (2CD)
- , Концерт у Бону, 19. август 2001, (2CD)
- , Концерт у Бону, 19. август 2001, (2CD)
- , Концерт у Бону, 19. август 2001, (2CD)
- , Концерт у Бону, 19. август 2001, (2CD)
- , Концерт у Халеу, 21. август 2001, (2CD)
- , Концерт у Нирнбергу, 22. август 2001, (2CD)
- , Концерт у Нирнбергу, 22. август 2001, (2CD)
- , Концерт у Монаку, 24. август 2001, (3CD)
- , Концерт у Monaku, 24. август 2001, (1CD)
- , Концерт у Ђенови, 28. август 2001, (2CD)
- , Концерт у Тревизу, 29. август 2001, (2CD)
- , Концерт 30. август 2001, (2CD)
- , Концерт у Торину, 1. септембар 2001, (2CD)
- , Концерт у Пизи, 2. септембар 2001, (2CD)
- , Концерт у Атини, 4. септембар 2001, (2CD)
- , Концерт у Солуну, 5. септембар 2001, (2CD)
- , 15. децембар 2001, (2CD)